# Toromeccanica
I Toromeccanica è stato un gruppo pop rock del Salento, formato da Gianpiero Della Torre (voce), Matteo Tornesello (chitarra), Iulo Merenda (chitarra), Giorgio Maruccia (batteria) e Mauro Levantaci (basso).

## Storia
La band nasce artisticamente nel 2005 ad Alezio, in provincia di Lecce con l'intento di proporre brani inediti abbracciando più stili musicali e scrivendo testi elaborati in modo da esprimere anche tramite l'utilizzo di termini desueti, concetti nuovi e nuove forme di comunicazione. Vantano dal loro anno di formazione numerosissime esibizioni live e si sono distinti per i risultati ottenuti in numerosi concorsi, classificandosi sempre nelle prime posizioni.
Nel 2009 firmano con l'etichetta Rusty Records, e presentano alle radio il singolo “Bungalow”, prodotto da Davide Maggioni, grazie al quale ricevono il premio della critica al Festival Show 2009.
Nel luglio del 2011 viene lanciato l'EP “Star System” con il singolo “L'amore ai tempi della crisi”, brano con cui la band vincerà il premio Flop Tv al PIVI 2011. Nello stesso anno con “Non Mi sbilancio (Testuggini)” sfiorano l'esibizione davanti alla giuria tecnica della Rai entrando tra i 40 finalisti di CartaSì Area Sanremo.
Nel marzo del 2012 invece pubblicano l'album “Star System – Repack”, composto da 11 brani tra cui il remix di “Bungalow” realizzato dal dj Max Robbers.
L'anno seguente, nel 2013, la band supera tutte le fasi della selezione dell'1MFestival e suonano sul palco del Concerto del Primo Maggio di Roma, vincendo il premio Puglia Sounds.
Nel maggio 2014 lanciano “I Reggiseni Non Contengono Cervelli”, il loro nuovo singolo dal sapore raggamuffin che vede la collaborazione di Cesko, inconfondibile voce degli Après La Classe, rappresenta un vero e proprio spaccato dell'attuale situazione italiana, dalla politica alla televisione, per toccare il dolente tasto del mondo del lavoro. Il videoclip del brano, prodotto dalla Springo Film con la regia di Federico Mudoni, viene premiato al Salento International Film Festival come "Migliore Sceneggiatura". Il brano viene inserito nella 1MNext Compilation, raccolta riservata ad artisti emergenti che hanno calcato, negli anni, il palco del Concerto del Primo Maggio di Roma.
Nel 2015 lanciano il brano “Extremo”, singolo che anticipa l'uscita del nuovo album “L'Innocenza dei 30 anni”. Il secondo singolo, "L'estate di Hubner", esce nell'ottobre dello stesso anno, e vede la collaborazione in video di Dario Hübner, capocannoniere della Serie A 2001-2002.
Il 10 Giugno 2016 esce in radio il singolo “Un giorno memorabile”, brano prodotto da Rusty Records che, per quanto riguarda le pubblicazioni discografiche, segna la fine del ciclo “L'innocenza dei 30 anni”.
A Marzo 2017 esce in radio il brano "Il Primo Batterista dei Negramaro", una canzone che, omaggiando una delle più importanti band del panorama musicale italiano caratterizzata da un excursus ricco di grandi occasioni colte in maniera vincente, descrive metaforicamente il tema delle occasioni mancate. Il brano anticipa l'uscita del terzo album della band.
Nel 2018 cambiano produttore e pubblicano due singoli con annessi videoclip "Felice e contento" e " La Palestra ".
La band terra' il suo ultimo concerto il 23 Marzo 2019, nel posto dove tutto era cominciato "El Rojo pub" di Alezio dopo 14 anni intensi di live e studio di registrazione. 
In seguito il cantante Gianpiero insieme al batterista Giorgio inaugureranno un nuovo progetto musicale che vedra' la luce nell'estate del 2019 con il nome di "DELLATORRE" pubblicheranno il 14 Giugno "Di un'altra costellazione" e il 22 Dicembre "Trentamila notti" successivamente con la nuova formazione denominata "Gli Influenzer" a cui si aggiungeranno Cristian Conte e Stefano Raia pubblicheranno a partire dalla primavera del 2022 i nuovi brani, il primo dei quali è "Quattro giorni insieme" un rivisitazione del brano edito da Loy e Altomare (Sugar 1974).

## Formazione
- Gianpiero Della Torre - voce
- Matteo Tornesello - chitarra
- Giorgio Maruccia - batteria
- Mauro Levantaci - basso
- Iulo Merenda - chitarra

## Discografia

### EP
- 2011 - Star System

### Album
- 2012 - Star System - Repack
- 2015 - L'innocenza dei 30 anni

### Compilation
- 2015 - 1MNext Compilation

## Videografia
- Bungalow - regia di Lorenzo Del Bianco
- L'amore ai tempi della crisi - regia di Davide Raia
- Non mi sbilancio (Testuggini) - regia di Fabio Perrone
- Sospiri - regia di Fabio Perrone
- Desisti - regia di Fabio Perrone
- Sentimentalmente ok - regia di Fabio Perrone
- I reggiseni non contengono cervelli feat. Cesko (Après La Classe) - regia di Federico Mudoni
- Extremo - regia di Federico Mudoni
- L'estate di Hubner - regia di Federico Mudoni
- Un giorno memorabile - regia di Federico Mudoni
- Il Primo Batterista dei Negramaro - regia di Federico Mudoni
- Felice e contento - regia di Davide Raia
- La palestra - regia di Federico Mudoni

## Premi e riconoscimenti
- 2009 - Festival Show, premio della critica
- 2011 - PIVI (Premio FlopTV), per "L'amore ai tempi della crisi" - regia di Davide Raia
- 2013 - 1MFestival, finalisti
- 2013 - Premio Puglia Sounds, Concerto del Primo Maggio
- 2014 - Salento International Film Festival, Migliore Sceneggiatura per "I reggiseni non contengono cervelli" - regia di Federico Mudoni